# Mineros de Guayana
Asociación Civil Mineros de Guayana – wenezuelski klub piłkarski założony 20 listopada 1981, z siedzibą w mieście Guayana, w stanie Bolívar.

## Osiągnięcia
- Mistrz Wenezueli (Primera División Venezolana): 1989
- Mistrz drugiej ligi wenezuelskiej (Segunda División Venezolana): 1982

## Historia
Położone w Puerto Ordaz pole Colegio Loyola Gumilla używane było powszechnie do rozgrywania meczów piłkarskich. Ludzie, którzy tam grali, postanowili założyć klub piłkarski. Dnia 11 listopada 1981 założony został klub Club Deportivo Mineros de Guayana. Później klub zmienił nazwę na Atlético Club Mineros de Guayana.
Dnia 20 listopada 1981 podpisany został akt założycielski klubu.
31 stycznia 1982 klub rozegrał swój pierwszy mecz przeciwko amatorskiemu zespołowi z Guayany - Villa Colombia FC. Mineros wygrał 2:0, a obie bramki zdobył José Pacheco.
5 września 1982 klub wygrał drugą ligę, awansując na pierwszy szczebel rozgrywek.
W 1989 klub zdobył mistrzostwo Wenezueli.

## Informacje

### Barwy
Barwy klubu są czarno-niebieskie.

### Logo
Logo klubu składa się z geometrycznej figury, którą jest elementarna komórka kryształu diamentu, powiększona miliony razy pod mikroskopem.

### Stadion
Drużyna Mineros rozgrywa swoje mecze na stadionie Estadio Polideportivo Cachamay, mogącym pomieścić maksymalnie 41600 widzów.